# آبشار وانتاونگ
آبشار وانتاونگ (به انگلیسی: Vantawng Falls) آبشاری است که در میزورام، هند واقع شده و ارتفاع کلی ریزشگاه آن ۲۲۹ متر (۷۵۱ فوت) است.